# Языки Гибралтара
Поскольку Гибралтар относится к Британским заморским территориям, его единственным официальным языком является английский. Однако большинство местных жителей, благодаря близости Испании, помимо английского владеют испанским языком. В общении они чаще всего используют «янито» — их родной язык, основой которому послужил андалузский диалект испанского языка, но с сильным влиянием других средиземноморских языков.
Из-за присутствия на территории множества этнических групп в Гибралтаре также говорят на арабском и других языках.

## Янито
Янито — основной местный язык, распространённый только в Гибралтаре. Представляет собой смесь андалузского испанского и британского английского, а также таких языков как мальтийский, португальский, итальянский (генуэзский диалект) и еврейско-романские языки.
Большинство слов янито взято из испанского, однако сильное влияние на него оказал английский. Более 500 слов имеют генуэзские или еврейские корни. При общении на янито часто встречается «переключение» на английский.
Иногда гибралтарцев из-за их языка называют «янитос».

## Испанский
За свою историю Гибралтарская скала неоднократно переходила из рук в руки. Ей, в частности, владели испанцы, мавры, англичане. Последние сохраняют контроль над территорией со времени Утрехтского мира (1713). До того как Британия вступила во владения Гибралтаром, значительная часть населения говорила на испанском, однако после прихода англичан большинство испаноговорящих жителей покинули Скалу. К 1753 году на территории оставалось 185 испанцев, а к 1777 их число уменьшилось до 134.
С 1985 года Гибралтар открыл границу с Испанией, что облегчило перемещение жителей. Это способствовало распространению андалузского испанского. К 2001 году в Гибралтаре насчитывалось 326 испанцев и большое число сезонных рабочих из соседней страны.

## Магрибский
Из-за близости к Марокко и Алжиру, арабоговорящим странам Северной Африки, в Гибралтаре получил распространение магрибский арабский язык, используемый марокканцами и другими представителями Магриба. По состоянию на 2001 год их зарегистрировано 961 человек.

## Прочие языки
Хинди и синдхи также встречаются на Скале благодаря наличию индийской общины. Мальтийский язык имел широкое распространение до конца XIX века и до сих пор используется в некоторых семьях, имеющих мальтийские корни. Генуэзский также был распространен в XIX веке в Каталан-Бэй, но исчез в первые десятеления XX века. Еврейская община Гибралтара использует иврит.